# Gilbert (Carolina do Sul)
Gilbert é uma cidade  localizada no estado norte-americano de Carolina do Sul, no Condado de Lexington.

## Demografia
Segundo o censo norte-americano de 2000, a sua população era de 500 habitantes.
Em 2006, foi estimada uma população de 571, um aumento de 71 (14.2%).

## Geografia
De acordo com o United States Census Bureau tem uma área de
6,1 km², dos quais 5,9 km² cobertos por terra e 0,2 km² cobertos por água. Gilbert localiza-se a aproximadamente 163 m acima do nível do mar.

## Localidades na vizinhança
O diagrama seguinte representa as localidades num raio de 24 km ao redor de Gilbert.